# 蓬巴尔 (阿尔凡德加-达菲)
蓬巴尔是葡萄牙布拉干萨区的一个堂区。总面积6.09平方公里，总人口127人，人口密度20.9人/平方公里。